# Michael Kammermeier
Michael Kammermeier (* 7. Juni 1978 in Kaufbeuren) ist ein deutscher Koch.

## Werdegang
Nach der Ausbildung ging Kammermeier 1997 zur Residenz Heinz Winkler in Aschau (drei Michelinsterne) und 1999 zum Restaurant 3 Stuben bei Stefan Marquard in Meersburg (ein Michelinstern), mit dem er 2001 zum Restaurant Lenbach München wechselte. 2002 ging er zur Ente nach Wiesbaden (ein Michelinstern).
2006 wurde er in der Ente Küchenchef. Das Restaurant wurde seitdem jedes Jahr weiter mit einem Michelin-Stern ausgezeichnet.

## Auszeichnungen
- Seit 2006: Ein Stern im Guide Michelin 2007

## Publikationen
- Ente: Das Kochbuch. Tre Torri Verlag 2014, ISBN 978-3944628172.